# Lijst van rijksmonumenten aan de Oudezijds Voorburgwal
Een overzicht van de 142 rijksmonumenten aan de Oudezijds Voorburgwal in Amsterdam.
| Object | Oorspronkelijke functie? | Bouwjaar                                                                   | Architect            | Locatie                             | Coördinaten?                  | Nr.?   | Afbeelding                                                  |
| --- | ------------------------ | -------------------------------------------------------------------------- | -------------------- | ----------------------------------- | ----------------------------- | ------ | ----------------------------------------------------------- |
| Pand met halsgevel | Opslag                   | tweede kwart 18e eeuw                                                      |                      | Oudezijds Voorburgwal 1             | 52° 22' 31" NB, 4° 54' 1" OL  | 6026   | Meer afbeeldingen                                           |
| Twee gecombineerde huizen | Gebouw                   | 18e/19e eeuw                                                               |                      | Oudezijds Voorburgwal 3             | 52° 22' 31" NB, 4° 54' 1" OL  | 6027   | Meer afbeeldingen                                           |
| Pand met gevel, onder rechte triglyfenlijst | Gebouw                   | 18e/19e eeuw                                                               |                      | Oudezijds Voorburgwal 7             | 52° 22' 30" NB, 4° 54' 1" OL  | 6028   | Meer afbeeldingen                                           |
| Huis met halsgevel waarin 2 oeils-de-boeuf | Gebouw                   | ca. 1725                                                                   |                      | Oudezijds Voorburgwal 9             | 52° 22' 30" NB, 4° 54' 1" OL  | 6029   | Meer afbeeldingen                                           |
| Pand met gevel onder rechte lijst | Gebouw                   | 19e eeuw                                                                   |                      | Oudezijds Voorburgwal 11A           | 52° 22' 30" NB, 4° 54' 0" OL  | 6030   | Meer afbeeldingen                                           |
| Pand met indrukwekkende pilaster-halsgevel met enorme dolfijnen als vleugelstukken                                                                                                | Gebouw                   | 1656 (jaarcartouches)                                                      |                      | Oudezijds Voorburgwal 19            | 52° 22' 30" NB, 4° 53' 60" OL | 6031   | Meer afbeeldingen                                           |
| Pand met klokgevel | Gebouw                   | tweede helft 17e eeuw                                                      |                      | Oudezijds Voorburgwal 23            | 52° 22' 29" NB, 4° 53' 59" OL | 6032   | Meer afbeeldingen                                           |
| Pand met klokgevel | Woonhuis                 | tweede helft 17e eeuw                                                      |                      | Oudezijds Voorburgwal 25            | 52° 22' 29" NB, 4° 53' 59" OL | 6033   | Meer afbeeldingen                                           |
| Mata Hari. Pand met klokgevel | Gebouw                   | 18e/19e eeuw                                                               |                      | Oudezijds Voorburgwal 27            | 52° 22' 29" NB, 4° 53' 59" OL | 6034   | Meer afbeeldingen                                           |
| Mata Hari. Pand met gevel onder rechte lijst met triglyfen, consoles en rozetten                                                                                                  | Gebouw                   | 18e/19e eeuw                                                               |                      | Oudezijds Voorburgwal 29            | 52° 22' 29" NB, 4° 53' 59" OL | 6035   | Meer afbeeldingen                                           |
| Pand met gevel onder rechte lijst | Gebouw                   | 19e eeuw                                                                   |                      | Oudezijds Voorburgwal 39            | 52° 22' 28" NB, 4° 53' 58" OL | 6036   | Meer afbeeldingen                                           |
| Pand met gevel onder verhoogde gesneden lijst | Gebouw                   | tweede kwart 18e eeuw                                                      |                      | Oudezijds Voorburgwal 41            | 52° 22' 28" NB, 4° 53' 58" OL | 6037   | Meer afbeeldingen                                           |
| Pand met halsgevel | Gebouw                   | tweede kwart 18e eeuw                                                      |                      | Oudezijds Voorburgwal 43            | 52° 22' 28" NB, 4° 53' 58" OL | 6038   | Meer afbeeldingen                                           |
| Pand met gevel onder verhoogde gesneden lijst met kuifstuk | Gebouw                   | tweede kwart 18e eeuw                                                      |                      | Oudezijds Voorburgwal 45A           | 52° 22' 28" NB, 4° 53' 58" OL | 6039   | Meer afbeeldingen                                           |
| Pand met gevel, onder rechte lijst en dakvoorschot | Gebouw                   | 18e/19e eeuw                                                               |                      | Oudezijds Voorburgwal 49            | 52° 22' 28" NB, 4° 53' 58" OL | 6040   | Meer afbeeldingen                                           |
| Pand met gevel onder rechte klossenlijst | Gebouw                   | eerste helft 19e eeuw                                                      |                      | Oudezijds Voorburgwal 2A            | 52° 22' 33" NB, 4° 54' 0" OL  | 6097   | Meer afbeeldingen                                           |
| Pand met klokgevel, met deuromlijsting | Gebouw                   | tweede kwart 18e eeuw                                                      |                      | Oudezijds Voorburgwal 4A            | 52° 22' 33" NB, 4° 54' 0" OL  | 6098   | Meer afbeeldingen                                           |
| Pand met halsgevel | Gebouw                   | eerste kwart 18e eeuw                                                      |                      | Oudezijds Voorburgwal 6             | 52° 22' 32" NB, 4° 53' 60" OL | 6099   | Meer afbeeldingen                                           |
| INT LOSJEN | Gebouw                   | 17e eeuw of ouder                                                          |                      | Oudezijds Voorburgwal 8             | 52° 22' 32" NB, 4° 53' 60" OL | 6100   | Meer afbeeldingen                                           |
| Pand met klokgevel | Gebouw                   | 17e/18e eeuw                                                               |                      | Oudezijds Voorburgwal 12            | 52° 22' 32" NB, 4° 53' 60" OL | 6101   | Meer afbeeldingen                                           |
| Het Wapen van Riga | Gebouw                   | eerste kwart 17e eeuw                                                      |                      | Oudezijds Voorburgwal 14            | 52° 22' 32" NB, 4° 53' 59" OL | 6102   | Meer afbeeldingen                                           |
| Pand met gevel, met op de verdieping gekoppelde pilasters en accoladebogen in de trant van hendrik de keyser                                                                      | Gebouw                   | eerste kwart 17e eeuw                                                      |                      | Oudezijds Voorburgwal 22            | 52° 22' 32" NB, 4° 53' 58" OL | 6103   | Meer afbeeldingen                                           |
| Pand met gevel onder rechte lijst | Woonhuis                 | 19e eeuw                                                                   |                      | Oudezijds Voorburgwal 30            | 52° 22' 31" NB, 4° 53' 59" OL | 6104   | Meer afbeeldingen                                           |
| Pand met halsgevel | Gebouw                   | eerste helft 18e eeuw                                                      |                      | Oudezijds Voorburgwal 32            | 52° 22' 31" NB, 4° 53' 58" OL | 6105   | Meer afbeeldingen                                           |
| Pand met gevel onder gesneden rechte lijst met consoles | Gebouw                   | laatste kwart 18e eeuw                                                     |                      | Oudezijds Voorburgwal 36            | 52° 22' 31" NB, 4° 53' 58" OL | 6106   | Meer afbeeldingen                                           |
| Ons' Lieve Heer op Solder | Kerk en kerkonderdeel    | 1661-1663                                                                  |                      | Oudezijds Voorburgwal 40            | 52° 22' 30" NB, 4° 53' 58" OL | 6107   | Meer afbeeldingen                                           |
| Huis tot pakhuis verbouwd | Gebouw                   | 1653 (bouw) 1777 (verb.)                                                   |                      | Oudezijds Voorburgwal 42            | 52° 22' 30" NB, 4° 53' 58" OL | 6108   | Meer afbeeldingen                                           |
| Pand met klokgevel | Gebouw                   | tweede kwart 18e eeuw                                                      |                      | Oudezijds Voorburgwal 44            | 52° 22' 30" NB, 4° 53' 57" OL | 6109   | Meer afbeeldingen                                           |
| Pand met gevel onder rechte lijst | Gebouw                   | 19e eeuw                                                                   |                      | Oudezijds Voorburgwal 46            | 52° 22' 30" NB, 4° 53' 57" OL | 6110   | Meer afbeeldingen                                           |
| Pand met gevel onder rechte lijst | Woonhuis                 | 19e eeuw                                                                   |                      | Oudezijds Voorburgwal 48            | 52° 22' 30" NB, 4° 53' 57" OL | 6111   | Meer afbeeldingen                                           |
| Hoekhuis met gevel onder rechte lijst | Gebouw                   | derde kwart 19e eeuw                                                       |                      | Oudezijds Voorburgwal 50            | 52° 22' 29" NB, 4° 53' 57" OL | 6112   | Meer afbeeldingen                                           |
| Huis, vanwege de van elders komende oude gevelbekroning | Woonhuis                 |                                                                            |                      | Oudezijds Voorburgwal 66A           | 52° 22' 29" NB, 4° 53' 56" OL | 6113   | Meer afbeeldingen                                           |
| Om een portaal naar de oudekerk tegen deze kerk aangebouwd dwarshuis | Gebouw                   | 18e eeuw                                                                   |                      | Oudezijds Voorburgwal 70            | 52° 22' 28" NB, 4° 53' 55" OL | 6114   | Meer afbeeldingen                                           |
| Tegen de Oude Kerk aangebouwd dwarshuis | Gebouw                   | 18e eeuw                                                                   |                      | Oudezijds Voorburgwal 72            | 52° 22' 28" NB, 4° 53' 55" OL | 6115   | Meer afbeeldingen                                           |
| Tegen de Oude kerk aangebouwd dwarshuis | Gebouw                   | 18e eeuw                                                                   |                      | Oudezijds Voorburgwal 74            | 52° 22' 27" NB, 4° 53' 55" OL | 6116   | Meer afbeeldingen                                           |
| Huis, tegen de Oude Kerk aangebouwd, met gepleisterde voorgevel een empire deurpartij                                                                                             | Gebouw                   | mogelijk 18e eeuw                                                          |                      | Oudezijds Voorburgwal 76            | 52° 22' 28" NB, 4° 53' 55" OL | 6117   | Meer afbeeldingen                                           |
| Tegen de Oude Kerk gebouwd dwarshuis | Gebouw                   | mogelijk 18e eeuw                                                          |                      | Oudezijds Voorburgwal 78            | 52° 22' 27" NB, 4° 53' 54" OL | 6118   | Meer afbeeldingen                                           |
| Hoekhuis met klokgevel | Gebouw                   | 18e/19e eeuw                                                               |                      | Oudezijds Voorburgwal 80            | 52° 22' 26" NB, 4° 53' 53" OL | 6119   | Meer afbeeldingen                                           |
| Pakhuis met puntgevel | Gebouw                   | 18e of 19e eeuw                                                            |                      | Oudezijds Voorburgwal 84            | 52° 22' 26" NB, 4° 53' 52" OL | 6120   | Meer afbeeldingen                                           |
| Pand met gevel onder rechte lijst | Gebouw                   | mogelijk tweede kwart 19e eeuw                                             |                      | Oudezijds Voorburgwal 86            | 52° 22' 26" NB, 4° 53' 52" OL | 6121   | Meer afbeeldingen                                           |
| Pand met gevel onder rechte lijst | Gebouw                   | mogelijk tweede kwart 19e eeuw                                             |                      | Oudezijds Voorburgwal 88            | 52° 22' 25" NB, 4° 53' 52" OL | 6122   | Meer afbeeldingen                                           |
| Pand met gevel onder rechte lijst | Gebouw                   | eerste helft 19e eeuw                                                      |                      | Oudezijds Voorburgwal 92            | 52° 22' 25" NB, 4° 53' 51" OL | 6123   | Pand met gevel onder rechte lijst                           |
| Hoekhuis, eveneens omvattende st | Gebouw                   | 18e/19e eeuw                                                               |                      | Oudezijds Voorburgwal 96            | 52° 22' 25" NB, 4° 53' 50" OL | 6124   | Meer afbeeldingen                                           |
| Huis met halsgevel | Woonhuis                 | 17e/18e eeuw                                                               |                      | Oudezijds Voorburgwal 98            | 52° 22' 24" NB, 4° 53' 51" OL | 6125   | Meer afbeeldingen                                           |
| Pand met gevel met onregelmatige trappen en 'uitgeholde' lisenen in de trant van hendrik de keyser                                                                                | Werk-woonhuis            | eerste kwart 17e eeuw                                                      |                      | Oudezijds Voorburgwal 100           | 52° 22' 24" NB, 4° 53' 51" OL | 6126   | Meer afbeeldingen                                           |
| Huis met klokgevel. Geblokte bedrijfspui | Gebouw                   | 17e/18e eeuw                                                               |                      | Oudezijds Voorburgwal 126           | 52° 22' 24" NB, 4° 53' 50" OL | 6127   | Upload foto                                                 |
| Pand met klokgevel | Woonhuis                 | midden 18e eeuw                                                            |                      | Oudezijds Voorburgwal 128           | 52° 22' 24" NB, 4° 53' 50" OL | 6128   | Meer afbeeldingen                                           |
| Pand met klokgevel | Woonhuis                 | 1825-1830                                                                  |                      | Oudezijds Voorburgwal 132           | 52° 22' 24" NB, 4° 53' 50" OL | 507454 | Meer afbeeldingen                                           |
| Pand met gevel, onder fantasietop met rollagen | Gebouw                   | 18e/19e eeuw                                                               |                      | Oudezijds Voorburgwal 134           | 52° 22' 24" NB, 4° 53' 49" OL | 6129   | Meer afbeeldingen                                           |
| Pand met klokgevel | Gebouw                   | 1733                                                                       |                      | Oudezijds Voorburgwal 136           | 52° 22' 23" NB, 4° 53' 49" OL | 6130   | Upload foto                                                 |
| Pand met halsgevel | Woonhuis                 | eerste helft 18e eeuw                                                      |                      | Oudezijds Voorburgwal 160           | 52° 22' 23" NB, 4° 53' 49" OL | 6131   | Meer afbeeldingen                                           |
| Pand met klokgevel | Gebouw                   | derde kwart 18e eeuw                                                       |                      | Oudezijds Voorburgwal 162           | 52° 22' 23" NB, 4° 53' 49" OL | 6132   | Meer afbeeldingen                                           |
| Huis met gevel onder rechte lijst | Woonhuis                 | 19e eeuw                                                                   |                      | Oudezijds Voorburgwal 196           | 52° 22' 23" NB, 4° 53' 48" OL | 6133   | Meer afbeeldingen                                           |
| Hoekhuis met korte gevel onder punttop aan de st | Gebouw                   | 18e/19e eeuw                                                               |                      | Oudezijds Voorburgwal 206           | 52° 22' 22" NB, 4° 53' 48" OL | 6134   | Meer afbeeldingen                                           |
| Pakhuis met kantoor | Opslag                   | 1913-1914                                                                  |                      | Oudezijds Voorburgwal 216           | 52° 22' 21" NB, 4° 53' 46" OL | 518451 | Pakhuis met kantoor                                         |
| Pand met gevel onder rechte lijst | Gebouw                   | eerste kwart 19e eeuw                                                      |                      | Oudezijds Voorburgwal 224           | 52° 22' 21" NB, 4° 53' 46" OL | 6135   | Upload foto                                                 |
| Pand met gevel onder rechte lijst met enorme maskerconsoles | Gebouw                   | 1726                                                                       |                      | Oudezijds Voorburgwal 226           | 52° 22' 21" NB, 4° 53' 46" OL | 6136   | Pand met gevel onder rechte lijst met enorme maskerconsoles |
| Pakhuis | Opslag                   | 1879 1883 (vergroot)                                                       |                      | Oudezijds Voorburgwal bij 226       | 52° 22' 21" NB, 4° 53' 44" OL | 518314 | Pakhuis                                                     |
| Huis met halsgevel met wapen en borstbeeld | Gebouw                   | 18e/19e eeuw                                                               |                      | Oudezijds Voorburgwal 232           | 52° 22' 20" NB, 4° 53' 45" OL | 6137   | Huis met halsgevel met wapen en borstbeeld                  |
| Pand met halsgevel | Gebouw                   | tweede kwart 18e eeuw                                                      |                      | Oudezijds Voorburgwal 55            | 52° 22' 27" NB, 4° 53' 57" OL | 6041   | Meer afbeeldingen                                           |
| De Gecroonde Raep. Pand met gevel met enkele trappen in de top, gekoppelde pilasters en accoladebogen op de verdieping en rijke versiering met beeldhouwwerk                      | Gebouw                   | 1615                                                                       |                      | Oudezijds Voorburgwal 57            | 52° 22' 27" NB, 4° 53' 57" OL | 6042   | Meer afbeeldingen                                           |
| Fors huis met gevel onder rechte lijst | Gebouw                   | 17e/19e eeuw                                                               |                      | Oudezijds Voorburgwal 59            | 52° 22' 27" NB, 4° 53' 57" OL | 6043   | Meer afbeeldingen                                           |
| Pand met halsgevel | Gebouw                   | 17e/19e eeuw                                                               |                      | Oudezijds Voorburgwal 61A           | 52° 22' 27" NB, 4° 53' 57" OL | 6044   | Meer afbeeldingen                                           |
| Pand met gevel onder verhoogde gesneden lijst | Gebouw                   | 18e/19e eeuw                                                               |                      | Oudezijds Voorburgwal 63            | 52° 22' 27" NB, 4° 53' 56" OL | 6045   | Meer afbeeldingen                                           |
| Pand met klokgevel met twee oeils-de-boeuf | Gebouw                   | tweede helft 17e eeuw                                                      |                      | Oudezijds Voorburgwal 67            | 52° 22' 26" NB, 4° 53' 56" OL | 6046   | Meer afbeeldingen                                           |
| Pand met halsgevel met twee oeils-de-boeuf | Woonhuis                 | tweede helft 17e eeuw                                                      |                      | Oudezijds Voorburgwal 71            | 52° 22' 26" NB, 4° 53' 56" OL | 6047   | Meer afbeeldingen                                           |
| Hoekhuis met halsgevel, bekroond door borstbeeld van diana | Gebouw                   | 18e eeuw                                                                   |                      | Oudezijds Voorburgwal 73            | 52° 22' 26" NB, 4° 53' 56" OL | 6048   | Meer afbeeldingen                                           |
| Huis met gevel onder klokvormige rollagentop | Woonhuis                 | 18e/19e eeuw                                                               |                      | Oudezijds Voorburgwal 81            | 52° 22' 25" NB, 4° 53' 55" OL | 6049   | Meer afbeeldingen                                           |
| Smal huis met afgeknotte klokgevel thans afgedekt door een lijstje | Gebouw                   | derde kwart 18e eeuw                                                       |                      | Oudezijds Voorburgwal 83            | 52° 22' 25" NB, 4° 53' 55" OL | 6050   | Meer afbeeldingen                                           |
| Pand met klokgevel | Gebouw                   | 18e/19e eeuw                                                               |                      | Oudezijds Voorburgwal 85            | 52° 22' 25" NB, 4° 53' 55" OL | 6051   | Meer afbeeldingen                                           |
| Huis met gevel onder klokvormige rollagentop | Gebouw                   | 17e eeuw of ouder                                                          |                      | Oudezijds Voorburgwal 95            | 52° 22' 24" NB, 4° 53' 54" OL | 6052   | Meer afbeeldingen                                           |
| Pand met gevel onder rechte lijst met consoles, waarop attiek met kuifstuk | Gebouw                   | derde kwart 18e eeuw                                                       |                      | Oudezijds Voorburgwal 97            | 52° 22' 24" NB, 4° 53' 54" OL | 6053   | Meer afbeeldingen                                           |
| Pand met gevel waarvan de bovenste verdiepingen plm. 1900 zijn herbouwd en van een moderne afsluiting voorzien                                                                    | Gebouw                   | 17e/18e/19e eeuw                                                           |                      | Oudezijds Voorburgwal 99A           | 52° 22' 24" NB, 4° 53' 53" OL | 6054   | Meer afbeeldingen                                           |
| Huis deur | Gebouw                   | 17e/18e/19e eeuw                                                           |                      | Oudezijds Voorburgwal 101           | 52° 22' 24" NB, 4° 53' 53" OL | 6055   | Meer afbeeldingen                                           |
| Pand met klokgevel van bijzonder ontwerp met rijke versiering | Gebouw                   | 17e/18e eeuw                                                               |                      | Oudezijds Voorburgwal 103           | 52° 22' 24" NB, 4° 53' 53" OL | 6056   | Meer afbeeldingen                                           |
| Huis met klokgevel | Gebouw                   | vermoedelijk 17e eeuw (kern) derde kwart 18e eeuw (gevel) 1611 (jaarsteen) |                      | Oudezijds Voorburgwal 105           | 52° 22' 24" NB, 4° 53' 53" OL | 6057   | Meer afbeeldingen                                           |
| Huis met klokgevel | Gebouw                   | vermoedelijk 17e eeuw (kern) derde kwart 18e eeuw (gevel)                  |                      | Oudezijds Voorburgwal 107A          | 52° 22' 24" NB, 4° 53' 53" OL | 6058   | Meer afbeeldingen                                           |
| Pand met gevel, onder rechte lijst | Gebouw                   | 18e/19e eeuw                                                               |                      | Oudezijds Voorburgwal 109A          | 52° 22' 23" NB, 4° 53' 53" OL | 6059   | Meer afbeeldingen                                           |
| Pand met gevel met grote trappen en versiering met grote boogblokken | Gebouw                   | tweede kwart 17e eeuw                                                      |                      | Oudezijds Voorburgwal 111A          | 52° 22' 23" NB, 4° 53' 52" OL | 6060   | Meer afbeeldingen                                           |
| Pand met gevel met hoeklisenen en middenrisaliet onder rechte lijst | Gebouw                   | 1688                                                                       |                      | Oudezijds Voorburgwal 113A          | 52° 22' 23" NB, 4° 53' 52" OL | 6061   | Meer afbeeldingen                                           |
| Pand met klokgevel | Gebouw                   | 1685                                                                       |                      | Oudezijds Voorburgwal 115           | 52° 22' 23" NB, 4° 53' 52" OL | 6062   | Meer afbeeldingen                                           |
| Huis met rechtgezette of herbouwde gevel onder rechte lijst | Werk-woonhuis            | 19e eeuw                                                                   |                      | Oudezijds Voorburgwal 117           | 52° 22' 23" NB, 4° 53' 52" OL | 6063   | Meer afbeeldingen                                           |
| Pand met klokgevel | Gebouw                   | 17e/19e eeuw                                                               |                      | Oudezijds Voorburgwal 119           | 52° 22' 23" NB, 4° 53' 52" OL | 6064   | Meer afbeeldingen                                           |
| Pand met gevel onder rechte lijst met 2 consoles | Gebouw                   | 19e eeuw                                                                   |                      | Oudezijds Voorburgwal 121           | 52° 22' 23" NB, 4° 53' 51" OL | 6065   | Meer afbeeldingen                                           |
| Pand met gevel, onder rechte lijst | Gebouw                   | 17e/18e/19e eeuw                                                           |                      | Oudezijds Voorburgwal 123           | 52° 22' 22" NB, 4° 53' 51" OL | 6066   | Meer afbeeldingen                                           |
| Zgn. Huis van Hans en Wely | Gebouw                   | mogelijk 1605                                                              |                      | Oudezijds Voorburgwal 127           | 52° 22' 22" NB, 4° 53' 51" OL | 6067   | Meer afbeeldingen                                           |
| Pand met vierraamsgevel onder rechte lijst met consoles | Gebouw                   | mogelijk derde kwart 18e eeuw                                              |                      | Oudezijds Voorburgwal 129           | 52° 22' 22" NB, 4° 53' 51" OL | 6068   | Meer afbeeldingen                                           |
| Pand met rijkversierde klokgevel | Gebouw                   | tweede kwart 18e eeuw                                                      |                      | Oudezijds Voorburgwal 133           | 52° 22' 22" NB, 4° 53' 50" OL | 6069   | Meer afbeeldingen                                           |
| Hoekhuis met gevel onder rechte lijst | Gebouw                   | 19e eeuw                                                                   |                      | Oudezijds Voorburgwal 137           | 52° 22' 21" NB, 4° 53' 50" OL | 6070   | Meer afbeeldingen                                           |
| Hoekhuis met rijk versierde halsgevel | Gebouw                   | 18e/19e eeuw                                                               |                      | Oudezijds Voorburgwal 135           | 52° 22' 21" NB, 4° 53' 50" OL | 6071   | Meer afbeeldingen                                           |
| Pand met gevel onder rechte lijst | Gebouw                   | 19e eeuw                                                                   |                      | Oudezijds Voorburgwal 139H          | 52° 22' 21" NB, 4° 53' 49" OL | 6072   | Meer afbeeldingen                                           |
| Pand met gevel, onder gesneden rechte lijst | Gebouw                   | 18e/19e eeuw                                                               |                      | Oudezijds Voorburgwal 149           | 52° 22' 20" NB, 4° 53' 49" OL | 6073   | Meer afbeeldingen                                           |
| Pand met gevel, onder rechte lijst | Gebouw                   | 18e/19e eeuw                                                               |                      | Oudezijds Voorburgwal 155           | 52° 22' 20" NB, 4° 53' 48" OL | 6074   | Meer afbeeldingen                                           |
| Pand met klokgevel, met versierde stoep en flesbalusters | Gebouw                   | 1685                                                                       |                      | Oudezijds Voorburgwal 161           | 52° 22' 20" NB, 4° 53' 48" OL | 6075   | Meer afbeeldingen                                           |
| Pand met gevel, onder rechte lijst | Gebouw                   | 18e/19e eeuw                                                               |                      | Oudezijds Voorburgwal 167           | 52° 22' 19" NB, 4° 53' 47" OL | 6076   | Meer afbeeldingen                                           |
| Pand met gevel onder rechte lijst | Woonhuis                 | eerste helft 19e eeuw                                                      |                      | Oudezijds Voorburgwal 171           | 52° 22' 19" NB, 4° 53' 47" OL | 6077   | Meer afbeeldingen                                           |
| Pand met gevel onder rechte lijst en dakkapel | Gebouw                   | eerste helft 19e eeuw                                                      |                      | Oudezijds Voorburgwal 175           | 52° 22' 19" NB, 4° 53' 47" OL | 6078   | Meer afbeeldingen                                           |
| Pand met halsgevel met twee oeils-de-boeuf | Woonhuis                 | tweede helft 17e eeuw                                                      |                      | Oudezijds Voorburgwal 183           | 52° 22' 18" NB, 4° 53' 46" OL | 6079   | Meer afbeeldingen                                           |
| Pand met gevel onder rechte lijst met consoles, waarop gebeeldhouwde zandstenen top in halsvorm                                                                                   | Opslag                   | 18e eeuw                                                                   |                      | Oudezijds Voorburgwal 185           | 52° 22' 18" NB, 4° 53' 45" OL | 6080   | Meer afbeeldingen                                           |
| Pand met pilaster-halsgevel met bijzondere vleugelstukken | Opslag                   | 1663                                                                       |                      | Oudezijds Voorburgwal 187           | 52° 22' 18" NB, 4° 53' 45" OL | 6081   | Meer afbeeldingen                                           |
| Pand met gevel onder rechte lijst | Gebouw                   | eerste helft 19e eeuw                                                      |                      | Oudezijds Voorburgwal 189           | 52° 22' 17" NB, 4° 53' 45" OL | 6082   | Meer afbeeldingen                                           |
| Pand met pilastergevel verbouwd xixb, waarbij | Gebouw                   | 17e/19e eeuw                                                               |                      | Oudezijds Voorburgwal 191           | 52° 22' 17" NB, 4° 53' 45" OL | 6083   | Meer afbeeldingen                                           |
| Hoekhuis met gevel onder rechte lijst | Woonhuis                 | 18e/19e eeuw                                                               |                      | Oudezijds Voorburgwal 193           | 52° 22' 17" NB, 4° 53' 45" OL | 6084   | Meer afbeeldingen                                           |
| Toilet, onderdeel van een gamma straatmeubilair geïnspireerd op de Amsterdamse School                                                                                             | Straatmeubilair          | 1926                                                                       | A.R. Hulshoff        | Oudezijds Voorburgwal tegenover 193 | 52° 22' 17" NB, 4° 53' 43" OL | 518487 | Meer afbeeldingen                                           |
| Voormalige ambtswoning voor admiraliteitsleden | Gebouw                   | 1764                                                                       |                      | Oudezijds Voorburgwal 195           | 52° 22' 17" NB, 4° 53' 45" OL | 121    | Meer afbeeldingen                                           |
| Prinsenhof (Amsterdam), gevestigd in een uit het voormalige St. Ceciliaklooster ontstaan complex dat als logement voor vorsten Prinsenhof heette en zetel van de admiraliteit was | Gebouw                   | 15e eeuw (oorsprong klooster)                                              |                      | Oudezijds Voorburgwal 197           | 52° 22' 14" NB, 4° 53' 42" OL | 6085   | Meer afbeeldingen                                           |
| Pand met gevel, onder rechte lijst | Gebouw                   | 18e/19e eeuw                                                               |                      | Oudezijds Voorburgwal 234           | 52° 22' 20" NB, 4° 53' 45" OL | 6138   | Pand met gevel, onder rechte lijst                          |
| Hoekhuis met gevel onder rechte lijst | Gebouw                   | 18e/19e eeuw                                                               |                      | Oudezijds Voorburgwal 240           | 52° 22' 19" NB, 4° 53' 44" OL | 6139   | Meer afbeeldingen                                           |
| Huis met gevel, onder klossenlijst | Gebouw                   | 17e eeuw (kern)                                                            |                      | Oudezijds Voorburgwal 244           | 52° 22' 19" NB, 4° 53' 43" OL | 6140   | Meer afbeeldingen                                           |
| Pand met gave halsgevel, overgebouwd op een houten pui | Gebouw                   | 1683 (pand) 18e eeuw (pui)                                                 |                      | Oudezijds Voorburgwal 246           | 52° 22' 18" NB, 4° 53' 43" OL | 6141   | Meer afbeeldingen                                           |
| Pand met klokgevel | Gebouw                   | derde kwart 18e eeuw                                                       |                      | Oudezijds Voorburgwal 250           | 52° 22' 18" NB, 4° 53' 43" OL | 6142   | Meer afbeeldingen                                           |
| Pand met halsgevel | Gebouw                   | 17e/18e eeuw                                                               |                      | Oudezijds Voorburgwal 254           | 52° 22' 18" NB, 4° 53' 43" OL | 6143   | Meer afbeeldingen                                           |
| Hoekhuis | Gebouw                   | 17e/19e eeuw                                                               |                      | Oudezijds Voorburgwal 260           | 52° 22' 18" NB, 4° 53' 42" OL | 6144   | Meer afbeeldingen                                           |
| Pand met gevel onder rechte lijst | Gebouw                   | eerste helft 19e eeuw                                                      |                      | Oudezijds Voorburgwal 262           | 52° 22' 17" NB, 4° 53' 42" OL | 6145   | Meer afbeeldingen                                           |
| Pand met gevel onder rechte lijst met 2 consoles | Gebouw                   | laatste kwart 18e eeuw                                                     |                      | Oudezijds Voorburgwal 264           | 52° 22' 17" NB, 4° 53' 42" OL | 6146   | Pand met gevel onder rechte lijst met 2 consoles            |
| Groot Jeruzalems Kruis. Pand met halsgevel, voor een veel ouder huis | Gebouw                   | eerste helft 18e eeuw                                                      |                      | Oudezijds Voorburgwal 268A          | 52° 22' 17" NB, 4° 53' 42" OL | 6147   | Meer afbeeldingen                                           |
| Huis met klokgevel | Gebouw                   | 17e eeuw of ouder (huis) derde kwart 18e eeuw (gevel)                      |                      | Oudezijds Voorburgwal 270           | 52° 22' 17" NB, 4° 53' 42" OL | 6148   | Meer afbeeldingen                                           |
| Hoekhuis, rijk gebeeldhouwde halsgevel, bekroond door een borstbeeld | Gebouw                   | 1728                                                                       |                      | Oudezijds Voorburgwal 272           | 52° 22' 17" NB, 4° 53' 41" OL | 6149   | Meer afbeeldingen                                           |
| Pand met klokgevel | Gebouw                   | eerste helft 18e eeuw                                                      |                      | Oudezijds Voorburgwal 280A          | 52° 22' 16" NB, 4° 53' 41" OL | 6151   | Meer afbeeldingen                                           |
| Makelaarsbruggetje | Brug                     | 1893                                                                       | vermoedelijk F. Olie | OZ Voorburgwal/Brugnr.105           | 52° 22' 21" NB, 4° 53' 48" OL | 518396 | Meer afbeeldingen                                           |
| De Brakke grond: huis, deel uitmakend van een rij | Gebouw                   | derde kwart 19e eeuw                                                       |                      | Oudezijds Voorburgwal 282           | 52° 22' 16" NB, 4° 53' 40" OL | 6152   | De Brakke grond: huis, deel uitmakend van een rij           |
| De Brakke grond: huis, deel uitmakend van een rij | Gebouw                   | derde kwart 19e eeuw                                                       |                      | Oudezijds Voorburgwal 282           | 52° 22' 16" NB, 4° 53' 40" OL | 6153   | De Brakke grond: huis, deel uitmakend van een rij           |
| De Brakke grond: huis, deel uitmakend van een rij | Gebouw                   | derde kwart 19e eeuw                                                       |                      | Oudezijds Voorburgwal 282           | 52° 22' 16" NB, 4° 53' 40" OL | 6154   | De Brakke grond: huis, deel uitmakend van een rij           |
| De Brakke grond: huis, deel uitmakend van een rij | Gebouw                   | derde kwart 19e eeuw                                                       |                      | Oudezijds Voorburgwal 282           | 52° 22' 16" NB, 4° 53' 40" OL | 6155   | De Brakke grond: huis, deel uitmakend van een rij           |
| De Brakke grond: huis, deel uitmakend van een rij | Gebouw                   | derde kwart 19e eeuw                                                       |                      | Oudezijds Voorburgwal 282           | 52° 22' 16" NB, 4° 53' 40" OL | 6156   | Meer afbeeldingen                                           |
| Poortje 'De Brakke Grond' | Gebouw                   | tweede helft 19e eeuw                                                      |                      | Oudezijds Voorburgwal bij 298       | 52° 22' 16" NB, 4° 53' 39" OL | 6157   | Meer afbeeldingen                                           |
| De Brakke Grond: gaaf hoekhuis met klokgevel en grotendeels houten pui goede roedenverdeling                                                                                      | Gebouw                   | 1735                                                                       |                      | Oudezijds Voorburgwal 298           | 52° 22' 15" NB, 4° 53' 40" OL | 6158   | Meer afbeeldingen                                           |
| Stadsbank van Lening | Gebouw                   | 1550, 1614                                                                 |                      | Oudezijds Voorburgwal 300           | 52° 22' 14" NB, 4° 53' 37" OL | 6159   | Meer afbeeldingen                                           |
| Gebouw Frascati | Gebouw                   | laatste kwart 19e eeuw                                                     |                      | Oudezijds Voorburgwal 304           | 52° 22' 14" NB, 4° 53' 37" OL | 6160   | Gebouw Frascati                                             |
| De Ladder Jacob's | Woonhuis                 | 1655                                                                       |                      | Oudezijds Voorburgwal 316A          | 52° 22' 11" NB, 4° 53' 39" OL | 6161   | Meer afbeeldingen                                           |
| Pand met halsgevel | Gebouw                   | eerste kwart 18e eeuw / 19e eeuw                                           |                      | Oudezijds Voorburgwal 332           | 52° 22' 10" NB, 4° 53' 38" OL | 6162   | Meer afbeeldingen                                           |
| Twee huizen achter vijfraamsgevel onder rechte lijst met consoles, waarop grote gesneden attiek met topachtig middenstuk                                                          | Gebouw                   | tweede kwart 18e eeuw                                                      |                      | Oudezijds Voorburgwal 217A          | 52° 22' 13" NB, 4° 53' 42" OL | 6086   | Meer afbeeldingen                                           |
| Pand met gevel onder gebeeldhouwde verhoogde lijst | Woonhuis                 | eerste of tweede kwart 18e eeuw                                            |                      | Oudezijds Voorburgwal 219           | 52° 22' 13" NB, 4° 53' 42" OL | 6087   | Meer afbeeldingen                                           |
| Pand met gevel, onder rechte lijst en houten attiek | Gebouw                   | 18e/19e eeuw                                                               |                      | Oudezijds Voorburgwal 223           | 52° 22' 13" NB, 4° 53' 42" OL | 6088   | Meer afbeeldingen                                           |
| Agnietenkapel (Amsterdam) | Kapel                    | 1470 en later                                                              |                      | Oudezijds Voorburgwal 231           | 52° 22' 12" NB, 4° 53' 42" OL | 6089   | Meer afbeeldingen                                           |
| Pand met gevel, onder rechte lijst met consoles versierde stoep met 3 louis | Gebouw                   | 18e/19e eeuw                                                               |                      | Oudezijds Voorburgwal 233           | 52° 22' 12" NB, 4° 53' 41" OL | 6090   | Meer afbeeldingen                                           |
| Pand met gevel, onder rechte lijst met consoles | Gebouw                   | 18e/19e eeuw                                                               |                      | Oudezijds Voorburgwal 235           | 52° 22' 11" NB, 4° 53' 41" OL | 6091   | Meer afbeeldingen                                           |
| Pand met gevel onder zandstenen lijst met consoles en triglyfen waarop een rijk gebeeldhouwde attiek                                                                              | Gebouw                   | 1736                                                                       |                      | Oudezijds Voorburgwal 237           | 52° 22' 11" NB, 4° 53' 41" OL | 6092   | Meer afbeeldingen                                           |
| Pand met gepleisterde gevel met pilasterorden per verdieping en een top in overgang van het twee-trappensysteem naar de hals van het vingboonstype                                | Gebouw                   | 1634                                                                       |                      | Oudezijds Voorburgwal 239           | 52° 22' 11" NB, 4° 53' 41" OL | 6093   | Meer afbeeldingen                                           |
| Pand met gevel, onder rechte lijst | Gebouw                   | 18e/19e eeuw                                                               |                      | Oudezijds Voorburgwal 243           | 52° 22' 11" NB, 4° 53' 41" OL | 6094   | Meer afbeeldingen                                           |
| Pand met gevel, onder recht lijst | Gebouw                   | 18e/19e eeuw                                                               |                      | Oudezijds Voorburgwal 245           | 52° 22' 10" NB, 4° 53' 41" OL | 6095   | Meer afbeeldingen                                           |
| Dubbel huis | Gebouw                   | 17e/19e eeuw                                                               |                      | Oudezijds Voorburgwal 247           | 52° 22' 10" NB, 4° 53' 41" OL | 328995 | Meer afbeeldingen                                           |
| Dubbel hoekhuis met dwarse achtervleugels, Huis aan de Drie Grachten | Gebouw                   | 1610                                                                       |                      | Oudezijds Voorburgwal 249           | 52° 22' 10" NB, 4° 53' 41" OL | 6096   | Meer afbeeldingen                                           |